# Ve Vilách
Ve Vilách je osada v okrese Třebíč v kraji Vysočina. Jde o místní část obce Kuroslepy a jediná část Kuroslep, kterou prochází silnice II/392. Osada Ve Vilách se nachází asi 8 km jihovýchodně od Náměšti nad Oslavou a asi 29 km jihovýchodně od centra Třebíče.
S centrální částí Kuroslep spojuje osadu Ve Vilách krátká silnice III/39213. Je zde registrováno sedm čísel popisných: čp. 73 a 90 na západ od hlavní silnice, čp. 24, 50, 53, 54 a 94 na východ od hlavní silnice. V severní části osady se nachází kříž a boží muka, za domem čp. 50 stojí pila. Jižně od osady protéká řeka Oslava, na níž se nedaleko osady Ve Vilách nachází osada Skřipina se Skřipinským mlýnem.
Severovýchodně od osady Ve Vilách se nachází samostatná skupina tří budov s čp. 80, 91 a 100 – tato osada patří ke Kuroslepům (není již součástí osady Ve Vilách) a nemá žádný název.